# Kurimoto Masayoshi
Kurimoto Masayoshi (栗本 昌臧?; Tokyo, 22 agosto 1756 – Tokyo, 3 maggio 1834) è stato un naturalista, zoologo ed entomologo giapponese.

## Biografia
Medico di Tokugawa Ienari, undicesimo shogun Tokugawa, durante la sua vita Kurimoto tenne lezioni su materia medica. Nel 1811 scrisse l'Iconographia Insectorum di Kurimoto, che elencava 500 insetti giapponesi. Nel 1826 incontrò il tedesco Philipp Franz von Siebold, con il quale lavorò e a cui lasciò le sue illustrazioni di crostacei. Una di queste, squilla maculata, un gambero-mantide, fu utilizzata da Willem de Haan nell'opera Fauna Japonica di Siebold.